# Lisa Cameron

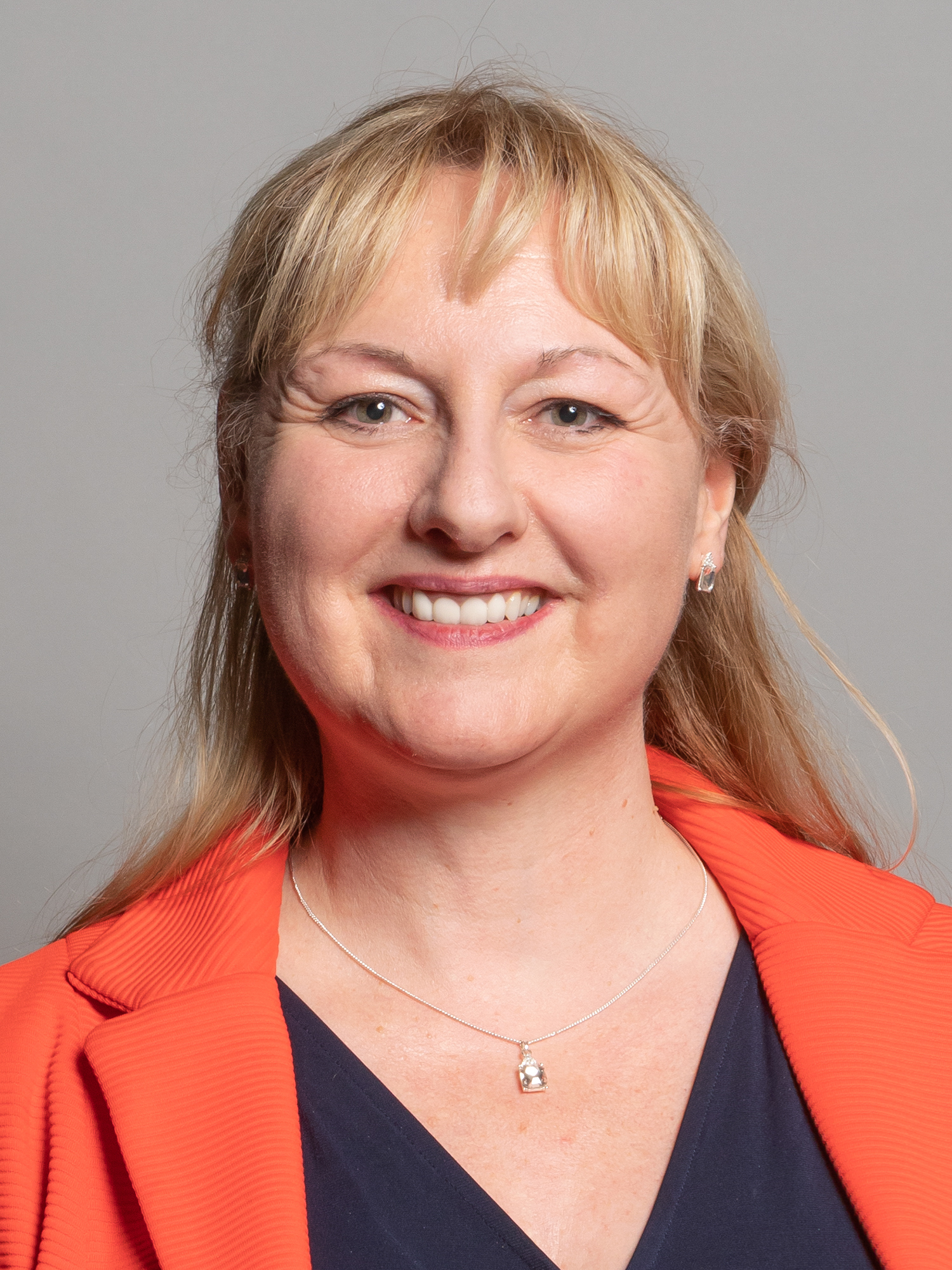
Lisa Cameron (2017)

Lisa Cameron (* 8. April 1972) ist eine schottische Politikerin der Scottish National Party (SNP).

## Leben
Cameron wuchs in East Kilbride auf und besuchte die dortigen Schulen. Sie studierte anschließend Psychologie und Gesundheitswissenschaften und schloss ihr Studium mit den Graden eines B.A. an der University of Strathclyde, dem eines M.Sc. an der University of Stirling und einer Promotion in klinischer Psychologie (1996–99) an der University of Glasgow ab. Anschließend arbeitete sie für den National Health Service in verschiedenen Krankenhäusern als Beraterin für Patienten mit psychischen Krankheiten und Lernbehinderung. Des Weiteren tritt sie als Gerichtssachverständige in Fällen von Kindesmissbrauch und häuslicher Gewalt auf. Cameron ist verheiratet und zweifache Mutter.

## Politischer Werdegang
Bei den britischen Unterhauswahlen 2015 kandidierte Cameron für die SNP im Wahlkreis East Kilbride, Strathaven and Lesmahagow. Sie trat dabei unter anderem gegen den Labour-Abgeordneten Michael McCann an, welcher den Wahlkreis seit 2010 im britischen Unterhaus vertrat. Nach massiven Stimmgewinnen der SNP bei diesen Wahlen, erreichte Cameron mit 55,6 % den höchsten Stimmenanteil und zog in der Folge erstmals in das House of Commons ein. Dort ist sie Mitglied des Ausschusses für internationale Entwicklung. Trotz Stimmverlusten behauptete Cameron bei den vorgezogenen Unterhauswahlen 2017 ihr Mandat.